# Première circonscription de Yirga Chefe
La première circonscription de Yirga Chefe est une des 121 circonscriptions législatives de l'État fédéré des nations, nationalités et peuples du Sud, elle se situe dans la Zone Gedeo. Sa représentante actuelle est Meskerem Werqu Name.